# Erzbistum Abidjan

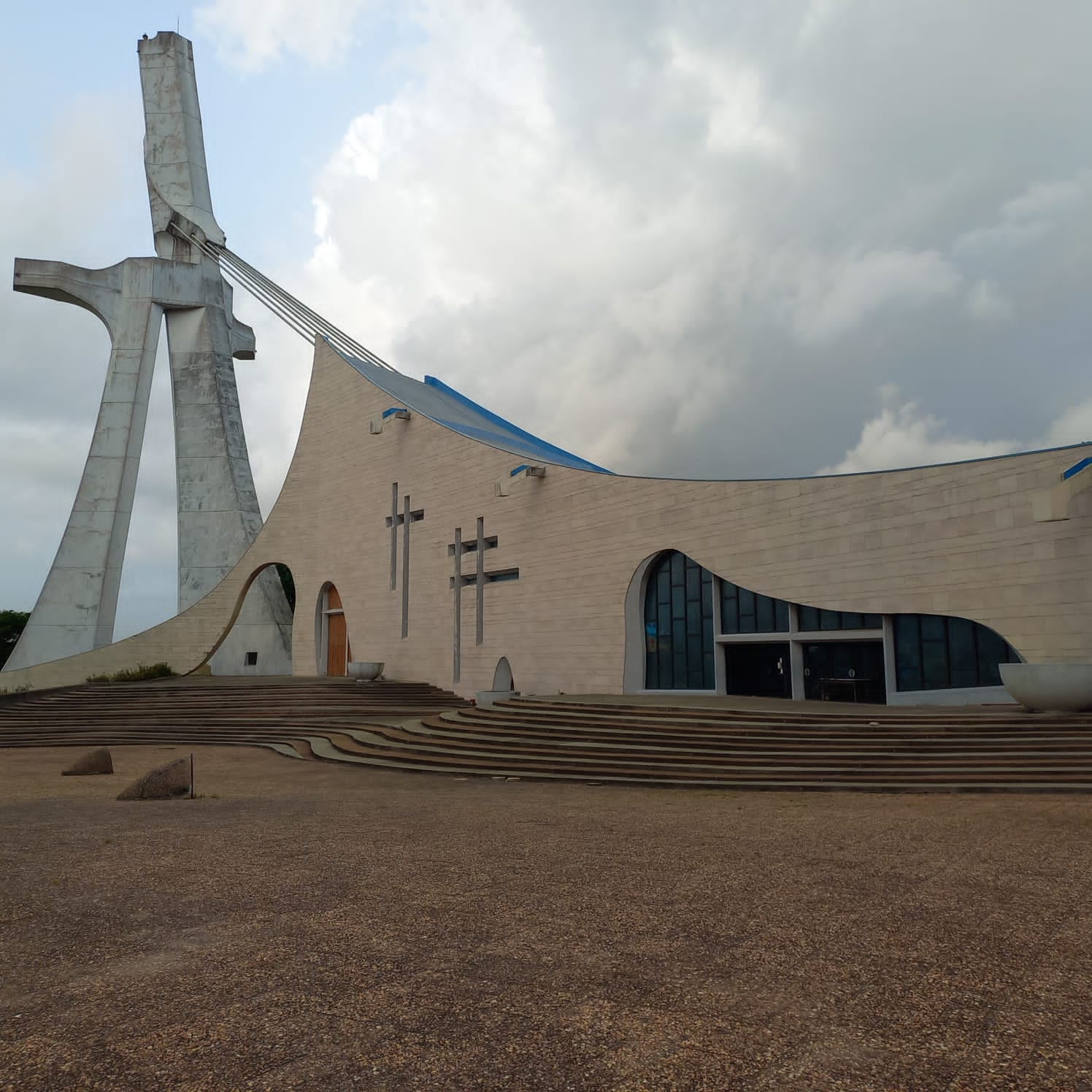
St. Paul's Kathedrale in Abidjan

Das Erzbistum Abidjan (lateinisch Archidioecesis Abidianensis) ist ein Erzbistum der Römisch-katholischen Kirche in der Elfenbeinküste. Es umfasst die Bistümer Yopougon im ehemaligen Vorort Abidjans Yopougon, Agboville sowie  Grand-Bassam in der alten Hafenstadt Grand-Bassam. Die Fläche des Erzbistums beträgt rund 3810 km².

## Geschichte

### Apostolische Präfektur und Apostolisches Vikariat
Am 28. Juni 1895 wurde das Gebiet der Elfenbeinküste von der Apostolischen Präfektur Goldküste (Siehe auch: Kolonie Goldküste) abgetrennt und eine Apostolische Präfektur Elfenbeinküste errichtet. Am 17. November 1911 wurde ein Teil davon abgetrennt, um die Apostolische Präfektur Korhogo zu errichten. Gleichentags wurde die Präfektur zu einem Vikariat erhoben. Am 9. April 1940 wurde das Gebiet um Sassandra abgetrennt und zu einem eigenen Apostolischen Vikariat erhoben. Der Name wurde in Apostolisches Vikariat Abidjan geändert, da es ja nur noch einen Drittel der namengebenden Elfenbeinküste umfasste. Ein weiterer Territorialverlust folgte am 17. Mai 1951 bei der Errichtung der Präfektur Bouaké.

### Erzbistum
Am 14. September 1955 wurde das Apostolische Vikariat unter der Leitung des Afrikamissionars Jean-Baptiste Boivin zum Erzbistum ernannt. Acht Jahre später wurden aus Teilen des Erzbistums und der Bistümer Bouaké und Katiola das Bistum Abengourou errichtet, diejenigen von Grand-Bassam und Yopougon zu alleinigen Lasten des Erzbistums am 8. Juni 1982.
Seit Bernard Kardinal Yago, dem ersten ivorischen Kardinal, ist das Erzbistum Abidjan traditionell mit der Kardinalswürde verbunden.

## Amtsinhaber

### Apostolische Vikare von Abidjan
- 1910–1935† Jules-Joseph Moury SMA
- 1935–1938† François Person SMA
- 1939–1955 Jean-Baptiste Boivin SMA

### Erzbischöfe von Abidjan
- 1955–1959 Jean-Baptiste Boivin SMA
- 1960–1994 Bernard Kardinal Yago
- 1994–2006 Bernard Kardinal Agré
- 2006–2024 Jean-Pierre Kardinal Kutwa
- seit 2024 Ignace Kardinal Bessi Dogbo

## Statistik
| Jahr                                              | Katholiken | Gesamt- bevölkerung | Katholiken- anteil | Diözesan- priester | Ordens- priester | Priester gesamt | Katholiken je Priester | Ständige Diakone | Ordens- männer | Ordens- frauen | Pfarreien | Quelle |
| ------------------------------------------------- | ---------- | ------------------- | ------------------ | ------------------ | ---------------- | --------------- | ---------------------- | ---------------- | -------------- | -------------- | --------- | ------ |
| Apostolisches Vikariat Abidjan                    |            |                     |                    |                    |                  |                 |                        |                  |                |                |           |        |
| 1950                                              | 93.810     | 751.000             | 12,5 %             | 56                 |                  | 56              | 1.675                  |                  |                | 64             | 24        | ap1951 |
| Erzdiözese Abidjan (Archidioecesis Abidianensis ) |            |                     |                    |                    |                  |                 |                        |                  |                |                |           |        |
| 1959                                              | 140.730    |                     |                    | 19                 | 63               | 82              | 1.716                  |                  | 10             | 74             | 24        | ap1960 |
| 1969                                              | 260.000    | 900.000             | 28,9 %             | 40                 | 96               | 136             | 1.911                  |                  | 128            | 132            | 35        | ap1971 |
| 1980                                              | 375.000    | 2.347.000           | 16,0 %             | 67                 | 90               | 157             | 2.388                  | 1                | 137            | 185            | 46        | ap1981 |
| 1990                                              | 636.000    | 1.329.000           | 47,9 %             | 61                 | 61               | 122             | 5.213                  |                  | 131            | 104            | 26        | ap1991 |
| 1999                                              | 750.000    | 2.500.000           | 30,0 %             | 104                | 87               | 191             | 3.926                  |                  | 353            | 265            | 34        | ap2000 |
| 2000                                              | 750.000    | 2.500.000           | 30,0 %             | 104                | 80               | 184             | 4.076                  |                  | 306            | 265            | 36        | ap2001 |
| 2001                                              | 750.000    | 2.500.000           | 30,0 %             | 171                | 63               | 234             | 3.205                  | 1                | 329            | 272            | 42        | ap2002 |
| 2002                                              | 750.000    | 2.500.000           | 30,0 %             | 102                | 65               | 167             | 4.491                  |                  | 290            | 276            | 43        | ap2003 |
| 2003                                              | 750.000    | 2.500.000           | 30,0 %             | 139                | 60               | 199             | 3.768                  |                  | 285            | 166            | 45        | ap2004 |
| 2004                                              | 750.000    | 2.500.000           | 30,0 %             | 136                | 74               | 210             | 3.571                  | 1                | 279            | 271            | 44        | ap2005 |

ap = Annuario Pontificio (lateinisch für: Päpstliches Jahrbuch)